# Богдановка (Межевский район)
Богда́новка (укр. Богданівка) — село,
Богдановский сельский совет,
Межевский район,
Днепропетровская область,
Украина.
Код КОАТУУ — 1222681101. Население по переписи 2001 года составляло 510 человек.
Является административным центром Богдановского сельского совета, в который, кроме того, входят сёла
Антоновское,
Николаевка,
Солёное,
Тарасовка,
Федоровское и
Чаус.

## Географическое положение
Село Богдановка находится на расстоянии в 1,5 км от села Весёлое,
в 2-х км от села Николаевка и в 2,5 км от села Василевка.
По селу протекает пересыхающий ручей с запрудой.
Рядом проходят автомобильная дорога Т-0406 и
железная дорога, станция Кирпичево в 1-м км.

## История
- 1911 год — дата основания.

## Объекты социальной сферы
- Школа.
- Детский сад.
- Дом культуры.
- Фельдшерско-акушерский пункт.

## Достопримечательности
- Братская могила советских воинов.